# 武漢經濟技術開發區第一中學
武汉经济技术开发区第一中学，简称武漢經開區一中或开一高，是由武汉经济技术开发区管委会於1996年投资兴建的公办学校。目前校址位於武漢經濟技術開發區三角湖，毗邻江汉大学和东风汽车公司总部，爲华中师范大学、江汉大学授牌为教学实习示范基地。2003年被評估爲武汉市示范中學，2006年評爲湖北省示范中學。2019年評為武漢市市領航學校，在武漢市高中排名為第十三位，僅次于武汉中学

## 學校現狀

### 基礎設施
該校原校址位於武漢经济技术开发区神龙大道70号，始建於1996年，現爲武汉经济技术开发区第一初级中学校園。目前使用校区于2002年8月落成，校园面积约200亩，建筑面积9万7千平方米，现有3个年级，41个教学班。校园布局按教学、生活、体育运动三个功能分区。2022年，該校新綜合樓竣工并投入使用，樓內包含40个教室及雙層体育馆、报告厅。2022—2024綜合樓為高三年級使用，2025由於武漢市經開區一中中考分數線上漲，現綜合課為新高一所用

### 學生情況
該學校約有學生1450人，主要生源爲武汉市中心城区应届初中毕业生。學生主要通過其開設的中國高考課程升學。除傳統科目外，該校還開設以日語、法語爲高考外語科目的班型以及體育、美術、傳媒等特長生項目，學生亦可通過該校與法國高校合作的項目或法國、加拿大大學的選拔而不通過中國高考升學。
該校原爲寄宿制學校，2002年初高中分離後開放學生走讀就學。但在2019冠狀病毒病大流行期間，學校進行臨時封校管控，曾短暫取消走讀政策。

## 建校歷史
- 1996年，由武漢經濟技術開發區管委會投資建立武漢經濟技術開發區第一中學，學校為寄宿制初、高中。
- 2002年初高中分离，高中部迁入武汉经济技术开发区博学路10号，校名保留为「武汉经济技术开发区第一中学」。初中部保留在原校址，改名爲「武汉经济技术开发区第一初级中学」。
- 2003年通過武汉市市级示范学校评估并授牌“武汉市示范学校”。
- 2006年通过省级示范学校评估并授牌“湖北省示范高中”。
- 2023年丁振卫不再担任党委书记

## 外部鏈接
- 武漢市經開區一中官網 （页面存档备份，存于）
- 武漢市經開區一中官方抖音號